# Mémo Nunes
Le mémo Nunes (en angais : Nunes memo ; officiellement : Foreign Intelligence Surveillance Act Abuses at the Department of Justice and the Federal Bureau of Investigation)
est un mémorandum de quatre pages rédigé à l'intention du représentant Devin Nunes, par un groupe de travail sous ses ordres, et diffusé publiquement le 2 février 2018 par le United States House Permanent Select Committee on Intelligence, un comité du gouvernement américain contrôlé par les républicains et dont Nunes est le président. Le mémo allègue que le Federal Bureau of Investigation (FBI) « pourrait avoir invoqué des sources douteuses ou politiquement orientées » dans le but d'obtenir un mandat de la United States Foreign Intelligence Surveillance Court (FISA) en octobre 2016, et des trois renouvellements subséquents, contre l'homme d'affaires Carter Page (en) (propriétaire d'un fonds dont l'essentiel des investissements est fait en Russie et en Asie centrale,,) et conseiller du président américain Donald Trump, pendant les premières étapes de l'enquête du FBI sur les accusations d'ingérences russes dans l'élection présidentielle américaine de 2016. 
Le 21 juillet 2018, le département de la Justice des États-Unis publie des versions lourdement expurgées de quatre mandats du FISA contre Carter Page qui montrent que les hypothèses principales du mémo Nunes sont fausses ou trompeuses, ce qui soutient la réfutation des démocrates,.

### Citations originales
1. ↑  (en) « extraordinarily reckless without giving the Department and the FBI the opportunity to review the memorandum »
2. ↑  (en) « may have relied on politically motivated or questionable sources »